# Wassili Nikolajewitsch Karassjow
Wassili Nikolajewitsch Karasjow (russisch Василий Николаевич Карасёв; engl. Transkription Vasily Karasev; * 14. April 1971 in Leningrad, RSFSR) ist ein russischer Basketballtrainer und ehemaliger -spieler.
Als russischer Nationalspieler war Karasjow zweifacher Vizeweltmeister sowie zweifacher Medaillengewinner bei Basketball-Europameisterschaften. Auf Vereinsebene erreichte er 1996 mit ZSKA Moskau das Final Four der EuroLeague und wurde mit diesem Verein und Ural Great mehrfacher Russischer Meister sowie Türkischer Meister mit Efes Pilsen 1997 und Deutscher Meister mit Alba Berlin 1998.
Seit Beginn 2012 trainiert er als hauptverantwortlicher Trainer die professionelle Herrenmannschaft von Triumph aus Ljuberzy aus der Oblast Moskau, mit der im europäischen Vereinswettbewerb EuroChallenge 2012 einen dritten Platz erreichen konnte.

## Karriere

### Vereinskarriere
Karasjow wechselte 1992 von BK Spartak aus seinem Geburtsort zum dominierenden russischen Basketballklub und Serienmeister ZSKA nach Moskau, der bis einschließlich zum Jahr 2000 alle russische Meisterschaften nach dem Zusammenbruch der Sowjetunion gewann. 1996 gelang dem zuvor vierfachen Gewinner des Europapokals der Landesmeister der erstmalige Einzug ins 1988 eingeführte Finalturnier des höchsten europäischen Wettbewerbs, wo man im Halbfinale dem späteren Sieger Panathinaikos Athen mit den Starspielern Dominique Wilkins, Panagiotis Giannakis und Stojko Vranković unterlegen war. Im Spiel um Platz 3 siegte man gegen den spanischen Titelverteidiger Real Madrid. Karasjow wechselte im Anschluss zum Korać-Cup-Sieger 1996 Efes Pilsen nach Istanbul und gewann mit diesem die türkische Meisterschaft 1997. Die Saison 1997/98 spielte er in der deutschen Basketball-Bundesliga bei ALBA Berlin, die 1995 der Vorgänger von Efes Pilsen als Korać-Cup-Sieger waren. Mit dem deutschen Verein zog er ins Viertelfinale des Europapokals der Landesmeister ein, das bis dahin weiteste Vordringen eines deutschen Vereins in diesem europäischen Wettbewerb, wo man dem späteren Finalisten AEK Athen unterlegen war. Auf nationaler Ebene gelang die Titelverteidigung als Deutscher Meister. Danach kehrte Karasjow für zwei Jahre zu ZSKA nach Moskau zurück. Die Saison 2000/01 spielte er in Griechenland bei Iraklis in Thessaloniki, wo er keinen nationalen Titel gewann. In dieser Saison erreichte ZSKA zwar ein weiteres Mal das Final-Four-Turnier der Suproleague, dem Nachfolgewettbewerb des Landesmeister-Europapokals, der danach aber 2001 endgültig durch die neu geschaffene EuroLeague abgelöst wurde, verlor aber erstmals die russische Meisterschaft an Ural Great aus Perm. Karasjow indes kehrte 2001 erneut nach Russland zurück und schloss sich ausgerechnet dem Titelverteidiger Ural Great an, die 2002 ein weiteres und letztes Mal über ZSKA in Russland triumphierten. Die folgenden Spielzeiten spielte er bei verschiedenen russischen Klubs, bevor er 2005 zu Ural Great zurückkehrte und mit diesem Verein 2006 die eher unbedeutende FIBA EuroCup Challenge gewann. Dies war der letzte Titelgewinn dieses Vereins, bevor er 2008 bankrottging. Im Anschluss ließ Karasjow seine Spielerkarriere bei verschiedenen russischen Klubs ausklingen.

### Nationalmannschaftskarriere
Karasjow war über lange Jahre Auswahlspieler seines Landes. Seine erste Endrunde war die EM 1993, welche zugleich die erste Meisterschaft war, wo alle Nachfolgestaaten der zuvor in den 70er und 80er Jahren dominierenden Ostblockstaaten Jugoslawien und Sowjetunion getrennt antraten. Russland kämpfte sich bis ins Finale vor, wo man dem Gastgeber Deutschland in den Schlusssekunden unterlag und die Silbermedaille errang. Bei der WM 1994 ließ man alle anderen europäischen Mannschaften hinter sich und musste sich nur den dominierenden Vereinigten Staaten geschlagen geben, die wie bei Olympia 1992 erstmals bei einer Weltmeisterschaft mit NBA-Profis antraten. Bei der folgenden EM 1995 enttäuschte man mit dem siebten Platz nach einer Viertelfinalniederlage gegen den regionalen Rivalen Litauen. In der Platzierungsrunde war man auch Italien unterlegen, die sich für Russland und Karasjow in der Folge zu einem Angstgegner bei Europameisterschaften entwickeln sollten. Als weitere Folge konnte man sich nicht für die Olympischen Spiele 1996 qualifizieren.
Bei der folgenden EM 1997 gelang ein weiterer Medaillengewinn. Nachdem man im Viertelfinale Gastgeber Spanien eliminiert hatte, verlor man im Halbfinale gegen die bis dahin unbesiegten Italiener. Im Spiel um Platz 3 revanchierte man sich für die Vorrundenniederlage gegen Griechenland analog zum Finale, wo Titelgewinner Bundesrepublik Jugoslawien die Vorrundenniederlage gegen Italien wettmachen konnte. Bei der nachfolgenden WM 1998 traten die Vereinigten Staaten infolge eines Lockouts weitgehend ohne NBA-Profis an und konnten im Halbfinale in einer Finalrevanche für 1994 durch Russland besiegt werden. Im Finale selbst konnte man sich dann nicht für die Vorrundenniederlage nach Verlängerung gegen Jugoslawien revanchieren und verlor gegen diesen Gegner nach einer Halbzeitführung am Ende knapp mit zwei Punkten. Karasjow selbst wurde als bester Spieler auf seiner Position ins All-Tournament-Team der Endrunde gewählt.
Die EM 1999 verlief eher enttäuschend, als man sich im Viertelfinale gegen den späteren Titelträger Italien aus dem Kampf um die Medaillen verabschiedete. Nach einem Sieg über Deutschland in der Platzierungsrunde verlor man das Spiel um den fünften Platz gegen den Rivalen Litauen deutlich. Russland gelang zwar die Olympiaqualifikation, aber Karasjow nahm unter dem neuen Nationaltrainer Stanislav Eremin nicht an Olympia 2000 teil. 2002 stand er wieder im Endrundenkader der Russen bei der WM 2002. Russland traf in der Vor- und Zwischenrunde auf alle vier späteren Halbfinalisten und verlor auch alle diese Spiele, weshalb man sich nicht für das Viertelfinale qualifizieren konnte. Die EM 2003 verlief wenig erfreulicher. Nach einer Viertelfinalniederlage gegen die bis dahin unbesiegten Franzosen verlor man auch die weiteren Platzierungsspiele gegen Serbien und Montenegro und Israel. Die Qualifikation für Olympia 2004 wurde erneut verpasst und Karasjow Nationalmannschaftskarriere endete ohne eine Olympiateilnahme.

### Trainerkarriere
2009 wurde Karasjow zunächst Trainer der Nachwuchsmannschaft von Triumph, bei denen er zuvor seine Spielerkarriere beendet hatte. Ein Jahr später wurde er dann Assistent von Valdemaras Chomičius, selbst als Spieler 1988 Olympiasieger, bei der professionellen Herrenmannschaft des Vereins. Zudem wurde er Assistent bei der russischen U19-Juniorenauswahl, in deren Kader bei der U19-Weltmeisterschaft drei Nachwuchsspieler von Triumph standen, darunter sein Sohn Sergei Karasjow. Die U19-WM im lettischen Riga endete nach einem Viertelfinalsieg über die US-amerikanische Juniorenauswahl mit dem Gewinn der Bronzemedaille erfolgreich, wobei das Team von Karasjows Sohn sowie dessen Mannschaftskameraden von Triumph Dmitri Kulagin, der ins All-Star-Team des Turniers gewählt wurde, in der Kategorie Punkte angeführt wurde.
Anfang 2012 ließ sich Chomičius aus gesundheitlichen Gründen als Cheftrainer beurlauben und Karasjow wurde hauptverantwortlicher Trainer. Während Chomičius einige Wochen später den Verein endgültig verließ und als Cheftrainer den ukrainischen Verein BK Dnipro Dnipropetrowsk übernahm, konnte Karasjow mit der vergleichsweise jungen Mannschaft in der EuroChallenge 2012 in den Viertelfinal-Play-offs überraschend den spanischen Verein Mad-Croc Fuenlabrada ausschalten und ins Final-Four-Turnier dieses Wettbewerbs einziehen. Im Halbfinale unterlag man dann aber dem französischen Vertreter Élan Chalon und erreichte am Ende nach einem Sieg im „kleinen Finale“ über den ungarischen Gastgeber Szolnoki Olaj KK den dritten Platz in diesem europäischen Vereinswettbewerb. In der russischen Profiliga reichte es ebenfalls zum Einzug in die kleine Finalserie um den dritten Platz, den man schon nach der regulären Saison belegt hatte. Im Juli 2013 trainierte Karasjow die russische Studenten-Nationalmannschaft, mit der er die Universiade 2013 gewann.